# Jungle (Band)
Jungle ist eine englische Neo-Soul-Band aus London. Mit ihrem nach der Band benannten Debütalbum hatten sie 2014 international ihren Durchbruch.

## Bandgeschichte
Kern der Band sind die beiden Londoner Jugendfreunde Tom McFarland und Josh Lloyd-Watson. Ausgestattet mit einem Plattenvertrag beim Label Chess Club riefen sie 2013 das gemeinsame Projekt Jungle ins Leben. Mit den Singles Platoon und The Heat und den dazugehörigen Videos machten sie im Internet auf sich aufmerksam. Um die Lieder auf die Bühne zu bringen, holten sie sich weitere Musiker in die Band, bis sie auf sieben Mitglieder angewachsen war. Über die übrigen Mitglieder ist allerdings noch weniger bekannt als über McFarland und Lloyd-Watson, die anfänglich nur T and J genannt wurden. Ihre Interneterfolge führten zu ausverkauften Konzerten und bereits zu Beginn des folgenden Jahres wurden sie in die Newcomer-Liste Sound of 2014 der British Broadcasting Corporation aufgenommen, die eine Prognose auf den bevorstehenden Durchbruch abgab.
Sie bereiteten ihr Debütalbum mit dem Bandnamen als Titel vor und unterschrieben für die internationale Veröffentlichung beim Label XL Recordings. Vorab erschien die Single Busy Earnin’, die ein Indie-Hit wurde und mit Silber ausgezeichnet wurde. Das Lied wurde auch in den Soundtrack zum Computerspiel FIFA 15 aufgenommen. Das Album Jungle erschien im Sommer und stieg auf Platz 7 in Großbritannien ein. Ein Dreivierteljahr hielt es sich in den britischen Charts und erreichte Goldstatus. Außerdem kam es in vielen europäischen Ländern sowie in den USA und Australien in die Hitparaden.
Danach folgten Auftritte in großen Hallen und international auf Festivals, aber es wurde lange ruhig um die Band. Erst 2018 gab es mit House in LA und Happy Man neue Songs von Jungle. Im Spätsommer erschien dann das zweite Album For Ever. Zum zweiten Mal kamen sie in die britischen Top 10 und erreichten auch international wieder eine Reihe von Platzierung. Es reichte aber nicht an den Erfolg des Debüts heran.

## Mitglieder
- Tom McFarland, Sänger, Bass
- Josh Lloyd-Watson, Gitarre, Keyboard
- Lydia Kitto, Sängerin, Keyboard, Bass

## Diskografie
Alben
- 2014: Jungle
- 2018: For Ever
- 2021: Loving in Stereo
- 2023: Volcano

Singles
- 2013: Platoon
- 2013: The Heat
- 2014: Busy Earnin’ (UK: Gold)
- 2014: Time
- 2018: House in LA
- 2018: Happy Man
- 2018: Heavy, California
- 2018: Cherry
- 2019: Casio (US: Gold)
- 2021: Keep Moving (UK: Silber)
- 2021: Talk about it
- 2021: Romeo
- 2021: Truth
- 2021: All of the Time
- 2022: Good Times / Problemz
- 2023: Candle Flame (UK: Silber)
- 2023: Dominoes
- 2023: I’ve been in Love
- 2023: Back on 74 (US: Platin)

## Auszeichnungen für Musikverkäufe
| Goldene Schallplatte - Dänemark - 2024: für das Album For Ever - 2024: für das Album Volcano - 2024: für das Album Jungle - 2025: für die Single Back on 74 - Frankreich - 2024: für die Single Back on 74 - Kanada - 2023: für die Single Busy Earnin’ - Neuseeland - 2024: für die Single Back on 74 - 2024: für das Album Volcano - Niederlande - 2024: für die Single Back on 74 - Spanien - 2025: für die Single Back on 74 | Platin-Schallplatte - Australien - 2024: für die Single Back on 74 |

Anmerkung: Auszeichnungen in Ländern aus den Charttabellen bzw. Chartboxen sind in ebendiesen zu finden.
| Land/RegionAuszeichnungen für Musikverkäufe (Land/Region, Auszeichnungen, Verkäufe, Quellen) | Silber     | Gold       | Platin     | Verkäufe  | Quellen                                          |
| -------------------------------------------------------------------------------------------- | ---------- | ---------- | ---------- | --------- | ------------------------------------------------ |
| Australien (ARIA)                                                                            | —          | —          | Platin1    | 70.000    | aria.com.au                                      |
| Dänemark (IFPI)                                                                              | —          | 4× Gold4   | —          | 75.000    | ifpi.dk                                          |
| Frankreich (SNEP)                                                                            | —          | Gold1      | —          | 100.000   | snepmusique.com                                  |
| Kanada (MC)                                                                                  | —          | Gold1      | —          | 40.000    | musiccanada.com                                  |
| Neuseeland (RMNZ)                                                                            | —          | 2× Gold2   | —          | 22.500    | aotearoamusiccharts.co.nz NZ2                    |
| Niederlande (NVPI)                                                                           | —          | Gold1      | —          | 45.000    | https://www.nvpi.nl/muziek/goud-platina-diamant/ |
| Spanien (Promusicae)                                                                         | —          | Gold1      | —          | 30.000    | elportaldemusica.es                              |
| Vereinigte Staaten (RIAA)                                                                    | —          | Gold1      | Platin1    | 1.500.000 | riaa.com                                         |
| Vereinigtes Königreich (BPI)                                                                 | 4× Silber4 | 2× Gold2   | Platin1    | 1.620.000 | bpi.co.uk                                        |
| Insgesamt                                                                                    | 4× Silber4 | 13× Gold13 | 3× Platin3 |           |                                                  |